# VALUESTARの機種一覧

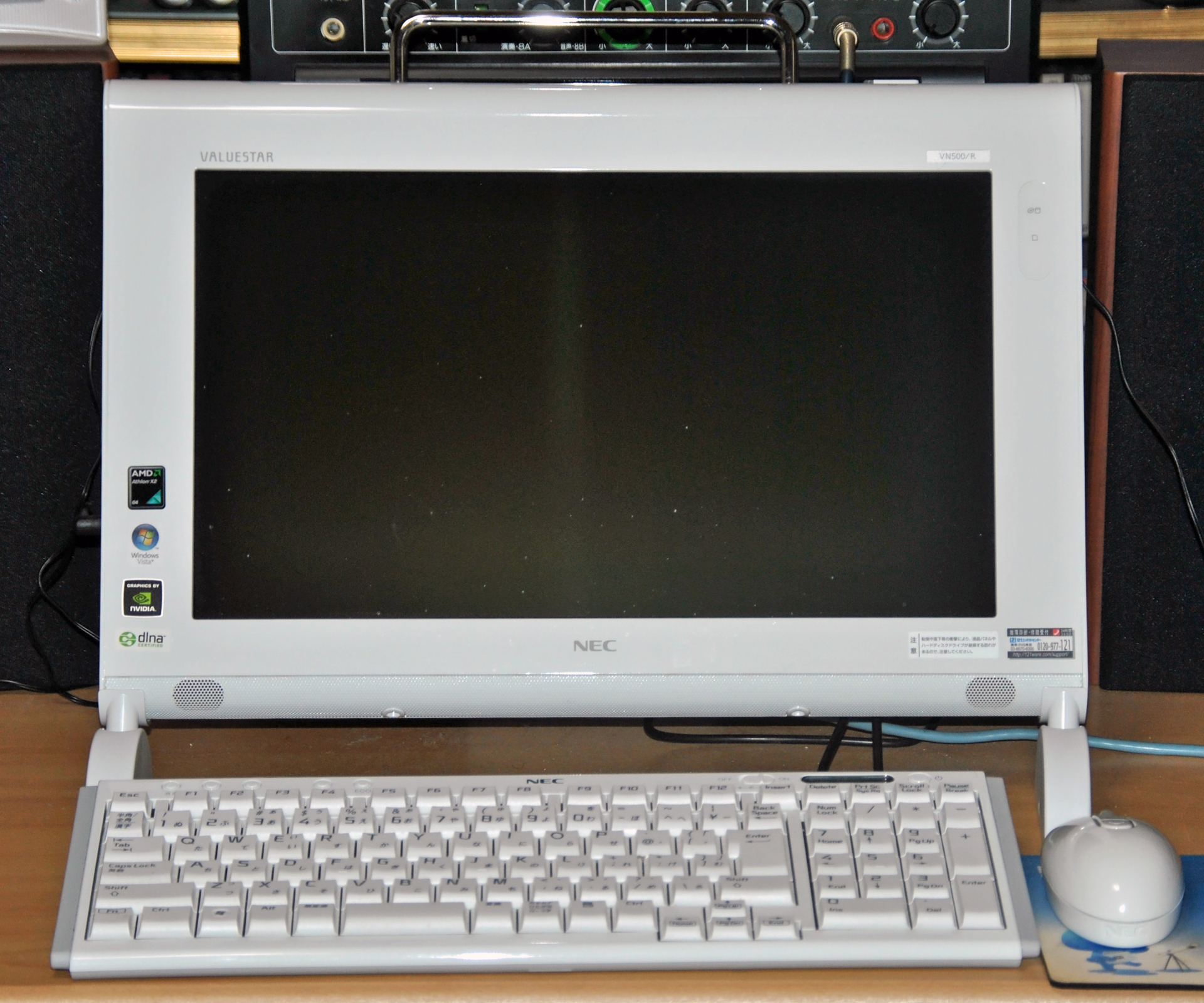
VALUESTAR N

VALUESTARの機種一覧（バリュースターのきしゅいちらん）は、NECのパーソナルデスクトップ型パソコンのブランド名であるVALUESTARの機種の概要である。

## VALUESTARシリーズ
2000年5月発表モデルから、パーソナル向けデスクトップパソコンでは「PC-98NXシリーズ」の記載を徐々にフェードアウトさせ、代わりにタイプ名を指すアルファベット1文字（「VALUESTAR FS」・「VALUESTAR TX」などのように一部タイプはアルファベット2文字）を冠することになった。これはパーソナル向けノートブックパソコンの「LaVie」も同様である。
「VALUESTAR」では、「A」「B」「D」「I」「J」「K」「O」「P」「Q」「V」「Y」はタイプ名として一度も使用されず、単独では「Z」も使用されていなかった（「Z」については、「VALUESTAR FZ」・「VALUESTAR TZ」の型番・型名の一部として使用した経歴がある）。
2014年10月時点で「VALUESTAR L」、「VALUESTAR N」、「VALUESTAR S」のカタログモデル3タイプおよびカスタマイズモデルの「VALUESTAR G」が発売されていた。
なお、サーバPC（親機）をネットワーク経由でクライアントPC（子機）から遠隔利用できるLuiリモートスクリーン機能が新/C世代（2010年秋冬モデル）で大幅に強化され、従来は専用のハードウェア（PCIボード）で行っていた親機の画面転送機能がソフトウェアで出来るようになったため、Luiリモートスクリーン機能が利用できる機種を大幅に拡大した。具体的には
- Windows 7を搭載した/V世代以降で且つ、Celeron・Pentium搭載モデルを除く「VALUESTAR L」・「VALUESTAR N」・「VALUESTAR W」および「VALUESTAR R Luiモデル」を新/C世代以降の「LaVie」や「Luiリモートスクリーン機能アップデートモジュール」導入済の新/A世代・新/B世代「LaVie Light」の親機として使用可能（なお、「VALUESTAR R Luiモデル」を親機として使用する場合は機種により「PCリモーターサーバソフトアップデートモジュール」を導入する必要がある。また、親機は/V世代以降で且つ、Celeron・Pentium搭載モデルを除く「LaVie L」・「LaVie S」でも可）。
- 新/C世代以降のVALUESTARを親機として、Windows 7を搭載した/V世代以降のLaVieを子機として使用可能（親機側がNVIDIA GeForce搭載機種で、子機側がフルHD液晶搭載機種の場合はフルHD表示で遠隔操作が出来る「GPUパワーモード」が利用できる）。

### VALUESTAR C
液晶ディスプレイ付の高性能分離型モデル。テレビチューナーは一貫して付いていなかった。
- (第2次)/3世代（2000年5月）

CPUにPentium IIIを採用。光学ドライブの種類が異なる3機種を設定した。全機種にワイヤレスキーボード&マウスを採用。
- (第2次)/5世代（2000年10月・11月）

15型液晶モデルを追加。OSはWindows MEもしくはWindows 2000 Professional。
- (第2次)/6世代（2001年1月）

基本性能を向上
- (第2次)/8世代（2001年5月・7月・8月）

全機種光学ドライブがCD-R/RW with DVD-ROM（マルチブレードドライブ）に変更。また、Celeron搭載モデルが追加された。
- (第3次)/1世代（2001年10月）

ラインナップが2種類となり、ディスプレイは15型液晶に統一。上位機種はPentium 4に進化し、ディスプレイが狭額縁タイプになる。OSはWindows XP。
- (第3次)/2世代（2002年1月）

Pentium 4搭載モデルの1種類のみとなる。
- (第3次)/3世代（2002年5月）

Celeron搭載モデルも含め、4種類に拡大。上位2機種はOSにWindows XP Professionalを搭載する。
- (第3次)/4世代（2002年10月）

新たに17型液晶モデルを追加。本体は丸みを帯びたラウンドデザインを採用。CPUがPentium 4に統一される。
- (第3次)/5世代（2003年1月）

Windows XP Professional搭載モデルが無くなり、Home Edition搭載の2種類となる。
- (第3次)/6世代（2003年5月）

本体デザインを一新。17型液晶の1種類のみとなる。
- (第3次)/7世代（2003年9月）

基本性能を向上。

### VALUESTAR E
発売当初は外付スピーカー付の分離型モデルとして発売されていたが、2009年6月からは一体型エントリーモデルとして復活した。
- (第2次)/3世代（2000年5月・7月）

当初は15型CRT搭載の分離型のエントリーモデルとして発売。CPUはCeleronもしくはPentium IIIを搭載しており、4モデル発売されていた（中位機種のVoice一太郎10・花子10パック搭載モデルは受注生産による販売）。2000年7月には17型CRTを採用したPentium IIIモデル2機種を追加した。
- (第2次)/5世代（2000年10月）

ラインナップがPentium III搭載の3機種に集約。このモデルの発売を最後に、一旦シリーズ名が途絶える。
- /T世代（2009年6月）

約8年半の時を経て、一体型エントリーモデルとして復活。CPUはAMD Athlon X2 デュアルコア・プロセッサとなり、性能は分離型モデルのときより格段に向上。ディスプレイも18.5型ワイド液晶となる。また、地上デジタルチューナーも内蔵された。
- /V世代（2009年10月）

OSをWindows 7 Home Premiumに変更。メインメモリも4GBに増量した。
- /W世代（2010年1月）

性能やデザインは「/V世代」とほぼ同一。

### VALUESTAR F
ファミリー向けの分離型スリムタワーモデル。アナログテレビチューナー内蔵。
- (第3次)/4世代（2002年10月）

ディスプレイは15型液晶と17型ワイド液晶の2種類。17型ワイド液晶モデルにはCeleron搭載モデルとPentium 4搭載モデルが用意されており、計3機種のラインナップであった。
- (第3次)/5世代（2003年1月）

15型液晶モデルにTVチューナーなしモデルを設定。
- (第3次)/6世代（2003年5月）

継続販売の15型液晶・TVチューナーなしモデルを含め、ラインナップが3機種となる。
- (第3次)/7世代（2003年9月）

デザインを一新。全機種TVチューナー標準装備に。
- (第3次)/8世代（2004年1月）

CPUをintel Celeronプロセッサに統一。
- (第3次)/9世代（2004年5月）

上位機種のディスプレイを17型液晶に変更。
- /A世代（2004年9月）

ホワイトを基調にした新デザインに一新し、CPUをintel Celeron Dに変更。1機種のみとなる。

### VALUESTAR FS
スロットイン方式光学ドライブなどを正面に配置し、ワイヤレスキーボードを採用したシンプル&スタイリッシュな一体型モデル。アナログテレビチューナー内蔵。
- (第3次)/4世代（2002年11月）

当初はCPUにintel Celeron、17型ワイド液晶を搭載。スノーフレークホワイトとスターリーナイトブラックの2色展開であった。なお、「第3次/5世代」発表後は継続販売されなかった。
- (第3次)/6世代（2003年5月）

スターリーナイトブラックに、Pentium 4搭載モデルを追加。
- (第3次)/7世代（2003年9月）

カラーが一色となる。
- (第3次)/8世代（2004年1月）

intel Celeron搭載モデル1機種のみとなる。

### VALUESTAR FZ
「VALUESTAR F」よりも高性能なファミリー向け分離型ミニタワーモデル。アナログテレビチューナー内蔵、当時、デスクトップPCでは世界初の水冷システム搭載。
- (第3次)/6世代（2003年5月）

OSはWindows XP Professional、CPUはHTテクノロジ対応Pentium 4を、光学ドライブはDVDマルチドライブを、ディスプレイは17型液晶を採用。
- (第3次)/7世代（2003年9月）

基本性能を向上し、ディスプレイのデザインを一新。

### VALUESTAR G
カスタマイズが可能なBTOモデル。NEC Direct（およびその前身の121＠store）にて販売されている。カタログモデルと同様に、いくつかのタイプが設けられている。ちなみに、同社ノートブックパソコンの「LaVie G」についても同様である。

### VALUESTAR H
折りたたみ式キーボードを採用した一体型モデル。後述のVALUESTAR Pro(型番が本モデル同様『PC-VH～』で始まるが、全くの別物)とは異なり、搭載OSはWindows XP Home Editionのみ。テレビ視聴時はキーボードを畳んだり、使わない時はキーボード部を跳ね上げてスマートに収納できるユニークな機種であったが、「(第3次)/8世代」でも継続発売された後、1シーズンのみの販売であった。
- (第3次)/7世代（2003年11月）

CPUにモバイルAthlon 4を搭載。15型液晶で、地上アナログテレビチューナー内蔵。

### VALUESTAR L
当初は分離型スリムタワーのエントリーモデルとして登場。後に高性能スタンダードに格上げされた。現在も発売されているVALUESTARでは唯一の分離型モデルで且つ、歴史の長いモデルでもある。
- (第2次)/5世代（2000年10月）

CPUにAMD Duronを採用。HDD容量や光学ドライブの種類などで4種類が発売されていた。ディスプレイは15型もしくは17型CRTを採用。
- (第2次)/6世代（2001年1月）

上位2機種にAMD Athlonを採用。
- (第2次)/7世代（2001年3月）

15型フルフラットCRT、CD-RWドライブを搭載したDuronモデル1機種を追加。
- (第2次)/8世代（2001年5月・7月・8月）

基本性能を向上。
- (第3次)/1世代（2001年10月）

ラインナップが3機種となる。OSはWindows XP。
- (第3次)/2世代（2002年1月）

上位2機種に15型液晶モデルが登場。
- (第3次)/3世代（2002年5月）

全機種Duronとなり、15型CRTモデルが無くなる。また、上位機種にアナログTVチューナーが搭載される。
- (第3次)/4世代（2002年10月）

明るめのブルーをアクセントにした新デザインに。CPUもintel Celeronに変更された。一旦、アナログTVチューナー搭載モデルが無くなる。OSはXP SP1でOfficeはXP(2002)。
- (第3次)/5世代（2003年1月）

アナログTVチューナー内蔵モデルを再設定。同時に「SoundVu」採用の17型ワイド液晶モデルを追加。
- (第3次)/6世代（2003年5月）

最上位機種のディスプレイを17.5型ワイドに大型化、本体デザインもグレー基調となる。また、CRTモデルが完全に無くなる。
- (第3次)/7世代（2003年9月）

新たにAMD Athlon XP搭載モデルを追加。Celeron搭載モデルは全て「SoundVu」採用の液晶ディスプレイとなった。最上位機種はCPUがPentium 4となり、ダブルチューナーとなった。本体デザインを一新し、よりシンプルな造りとなる。OSはXP SP1でOfficeは2003。
- (第3次)/8世代（2004年1月）

基本性能を向上。最上位機種のCPUがAthlon XPに変更する。アナログTVチューナー搭載モデルが最廉価機種（CPUがAMD Athlon XP 2400搭載モデル）を除く全機種に拡大。この世代からブランドロゴが変更された。
- (第3次)/9世代（2004年5月）

新たに19型液晶、23型ワイド液晶モデルが登場。CPUは最上位機種がPentium 4に、これ以外の機種もCeleronに統一される。
- /A世代（2004年9月）

最下位機種を除き、本体デザインを一新。Pentium 4搭載モデルを拡大し、新たに地上・BS・110度CSデジタルチューナー搭載モデルを追加。ラインナップが8種類となる。OSはXP SP2。
- /B世代（2005年1月）

全機種TVチューナーが標準搭載される。
- /C世代（2005年4月）

ディスプレイが17型液晶・19型液晶となり、「SoundVu」内蔵ディスプレイはデザインを一新。全機種アナログTVチューナーのみとなる。
- /D世代（2005年9月）

従来の19型から大型化し、「SoundVu」の基本技術を応用した「AUTHENSOUNDWIDE II（オーセンサウンドワイドツー）」を搭載した20型ワイド液晶モデルを追加。地上・BS・110度CSデジタルチューナー搭載モデルを再設定。
- /E世代（2005年12月・2006年2月）

本体デザインを一新。久々にTVチューナーレスモデルを最廉価機種に設定。デジタルチューナー内蔵モデルが再び無くなる。また、一部機種にPentium Dを搭載した。
- /F世代（2006年4月）

この代から「スタンダードタイプ」と「スリムタイプ」の2ラインに。「スタンダードタイプ」は全機種Media Center Edition 2005を搭載し、最上位機種は内蔵スピーカを「AUTHENSOUNDWIDE III」に進化。スライドキーボードにより本体に格納でき、連動で電源のON/OFFやソフトウェアの起動を設定できるようになった。「スリムタイプ」は全機種Home Editionを搭載し、幅66mmの薄型設計でディスプレイの背面に設置することも可能。17型液晶で、CeleronとHTテクノロジ Pentium 4の2種類を用意する。
- /G世代（2006年8月）

「スタンダードタイプ」の最上位機種に地上・BS・110度CSデジタルチューナーを搭載し、電源投入後約2秒で地上デジタル放送が見られる「ぱっと見テレビ」機能を搭載。「スリムタイプ」は基本性能を向上した。
- /H世代（2007年1月）

全機種Windows Vista Home Premium搭載。「スタンダードタイプ」は本体デザインを一新し、ディスプレイも20型ワイド液晶に統一。地上デジタルチューナー内蔵モデルを中位機種にも拡大。最上位機種はCPUにintel Core 2 Duoを搭載し、Viivに対応。「スリムタイプ」はメモリを1GBに増量した。Home Basic搭載はValueOne（1月発売のMTタイプと7月発売のSTタイプ）のためディスプレイやMicrosoft Officeなどは添付していない（カスタマイズモデルではディスプレイやMicrosoft Officeなどの選択は可能で、カスタマイズモデルのGシリーズではOSでHome Basicも選択可能(2008年1月発売ではノートブックのLaVieのLシリーズでもCPUがインテルで、OSでHome Basic、Home Premium、Business、Ultimateの選択が可能)）。
- /J世代（2007年4月）

基本性能が向上されるも、「スタンダードタイプ」はTVチューナーの有無で2機種、「スリムタイプ」はCeleron D搭載の1機種に縮小。
- /K世代（2007年9月）

「スタンダードタイプ」からTVチューナー搭載モデルが一旦無くなる。その代わり、CPUはクアッドコアのCore 2 Quadを採用。「スリムタイプ」もCPUをPentium Dual-Coreに変更した。
- /L世代（2008年1月）

「スタンダードタイプ」は狭額縁タイプの19型ワイド液晶に変更し、メモリを2GBに増量。下位機種はCPUをCore 2 Duoに変更した。「スリムタイプ」のCPUもCore 2 Duoに変更。
- /M世代（2008年4月）

「スタンダードタイプ」の上位機種にブルーレイディスクドライブを搭載。本体デザインが一新され、「スリムタイプ」のディスプレイが狭額縁タイプの19型ワイド液晶に大型化。
- /R世代（2008年9月）

「スタンダードタイプ」はクアッドコアCPU+DVDスーパーマルチドライブ搭載の1機種に集約。「スリムタイプ」はメモリを2GBに増量。
- /S世代（2009年1月）

「スリムタイプ」を廃止し、従来の「スタンダードタイプ」に一本化され、高解像度の22型ワイドスーパーシャインビューEX液晶に大型化。最上位機種はメモリを4GBに増量し、ブルーレイディスクドライブを再搭載した。
- /T世代（2009年4月）

ディスプレイをさらに大型化し、23型ワイド・フルHD液晶に。メモリは全機種4GBとなり、ブルーレイディスクドライブも最下位機種を除いて標準装備された。また、「/J世代」以来となるTVチューナーモデルを再設定。Core 2 Duo搭載モデルには地上デジタルチューナーを、Core 2 Quad搭載の最上位モデルには地上・BS・110度CSデジタルチューナーを2基搭載。HDDも1TBとなる。
- /V世代（2009年10月）

ラインナップが整理され、Core 2 QuadのTVチューナーなしモデルを廃止。Core 2 Duo+地上デジタルチューナー搭載モデルのHDDも1TBとなる。OSはWindows 7。ちなみに、カスタマイズモデルではWindows 7 Ultimateは選択不可。
- /W世代（2010年1月）

再びTVチューナー搭載モデルが無くなるが、新たにCore i3・2GBメモリを搭載し、19型ワイド液晶を採用した廉価機種を設定。23型フルHD液晶モデルはCore i3・Core i5・Core i7の3機種を設定した。ブルーレイディスクドライブはCore i7搭載の最上位機種のみとなる。
- 新/A世代（2010年4月）

OSがHome Premium 64ビット版に変更となったため、Core i7搭載の最上位機種のメモリを8GBに倍増。Core i3搭載モデルは19型ワイド液晶のみとなるが、こちらもメインメモリを倍増した（2GB→4GB）。
- 新/B世代（2010年6月）

Officeを「Office Home and Business 2010」に更新。
- 新/C世代（2010年9月）

Core i7搭載モデルが3D対応モデルとなる。また、CPU性能やグラフィック性能も向上された。なお、Core i3搭載モデルは一部販売店での取り扱いとなり、メモリを2GBに半減、Officeを「Office Personal 2010」にスペックダウンされた。
- 新/D世代（2011年2月）

3D対応Core i7搭載モデル、Core i5搭載モデルともに新世代のCore i7-2600S、Core i5-2400Sとなり、全機種クアッドコアCPU仕様となる。一部販売店取り扱いのCore i3搭載モデルも新世代のCore i3-2100となったほか、メモリ最大容量を16GBに引き上げられた（標準搭載のメモリ容量は2GBに据え置き）。
- 新/E世代（2011年5月）

3D対応モデルはHDD容量を2TBに倍増。下位モデルはCPUをCore i5-2400Sから3D対応モデルと同じHT対応のCore i7-2600Sに、光学ドライブをDVDスーパーマルチからBlu-ray Discドライブに変更した。一部販売店限定のCore i3搭載モデルはHDD容量を1TBに倍増された。
- 新/F世代（2011年9月）

一部販売店限定モデルだったCore i3搭載モデルがカタログモデルとして再設定。CPUをCore i3-2120に向上し、性能を強化。また、Core i7搭載・3D非対応モデルはメモリ・HDD容量を倍増（4GB/1TB→8GB/2TB）。Core i7搭載・3D対応モデルはマイナーチェンジ程度である。
- 新/G世代（2012年2月）

この代ではCore i3搭載モデルのみモデルチェンジ（Core i7搭載・3D非対応モデルは「新/F世代」から継続販売）。ビジネスシーンへの利用も想定し、ディスプレイを従来のスーパーシャインビューEX液晶からノングレア液晶に変更。HDDも従来の半分量である500GBに変更した。
- 新/H世代（2012年5月）

Core i7搭載モデルはCPUを第3世代のCore i7-3770Sに更新。Core i3搭載モデルはメモリを4GBに倍増し、チップセットを上級モデルと同じIntel H61 Expressに変更した。
- 新/J世代（2012年10月）

OSをWindows 8 64bitに変更するとともに、Core i7搭載モデルはHDD容量を3TBに増量。Core i3搭載モデルはCPUを第3世代のCore i3-3220に更新した。
- 新/L世代（2013年2月）

全機種でOfficeを「Office 2013（Core i7搭載モデルはHome and Business 2013、Core i3搭載モデルはPersonal 2013）」に刷新するとともに、Core i7搭載モデルはBlu-ray DiscドライブがBDXLに対応。Core i3搭載モデルはHDD容量を1TBに増量した。
- 新/M世代（2013年5月）

Core i7搭載モデルはスタンド部をブラックとするなど5年ぶりに本体デザインが一新され、CPUを第4世代のCore i7-4770にスペックアップ。Core i3搭載モデルもCPUをCore i3-3240にスペックアップされたほか、ディスプレイがLEDバックライト付になった。
- 新/N世代（2013年10月）

OSをWindows 8.1に変更したほか、Core i3搭載モデルはCPUを第4世代のCore i3-4130に更新した。なお、「新/R世代」発表後も継続販売された。
- 新/S世代（2014年5月）

VALUESTAR N・VALUESTAR Sから数週間遅れてモデルチェンジ（前モデルから7ヶ月ぶりのモデルチェンジ）。OSをWindows 8.1 Updateに、Officeを2013 Service Pack 1にそれぞれ変更。さらにCPUも変更（Core i7搭載モデルはCore i7-4790、Core i3搭載モデルはCore i3-4150）してスペックアップされた。
- 新/T世代（2014年10月）

OfficeをOffice Premium + Office 365サービスに変更。Core i3搭載モデルはCPUをCore i3-4160に変更して性能を強化した。

### VALUESTAR M
高性能ミニタワーモデル。「/R世代」・「/S世代」は原則本体のみのラインナップとなる。
- (第2次)/5世代（2000年11月）

当時としては珍しかったPentium 4プロセッサ 1.5GHzを搭載し、高速性能を謳っていた。ディスプレイは17型フラットCRTを採用。
- (第2次)/6世代（2001年1月）

「(第2次)/5世代」と同じ仕様のディスプレイなしモデルを追加。
- (第2次)/8世代（2001年5月）

CPUを高速化。ディスプレイなしモデルも用意された。この世代を最後に、一旦ラインナップが途切れる。
- /R世代（2008年9月）

約7年4ヶ月ぶりにタイプ名が復活。CPUはCore 2 Duoを採用。将来の拡張に対応するため、光学ドライブ用の5型ベイの空きを1スロット、HDD用ベイの空を3スロット確保すると共に、PCI Express x16スロット1つ・PCI Express x1スロット1つ・PCIスロット2つを確保した。
- /S世代（2009年1月）

CPUがクアッドコアのCore 2 Quadに変更。HDDも2基装備で1TBに増量した（HDD用ベイの空が2スロットなる）。

### VALUESTAR N
テンキー付フルサイズキーボード（ワイヤレスタイプ）を添付し、持ち運びし易いフレックスバーとA4ノートPCよりも小さく置ける省スペース設計により、デスクトップPCの快適さとノートPCの軽快さを兼ね備えるボードタイプの一体型PC。光学ドライブはスロットイン方式を採用する。また、使わない時はキーボードを本体下にそのまま収納できる。グッドデザイン賞を受賞している。
- /J世代（2007年4月）

OSは全機種Windows Vista Home Premiumである。当初は15.4型ワイド液晶を搭載し、中位機種はAMD Turion 64 X2 モバイル・テクノロジを、上位・下位機種にはモバイルAMD Sempronを搭載していた。また、上位機種には地上デジタルチューナーを内蔵し、中位機種にはハードディスクの中にフラッシュメモリを内蔵し、起動時間の高速化を計った「Hybrid HDD」を搭載した。全機種でCDや文房具などが置ける小物入れ「ガシェットポケット」を備えた。
- /K世代（2007年9月）

新たに17型ワイド液晶モデルを追加。ディスプレイが大型化しても安定感がとれるように両サイドのフレームの先端を少し前面に出しているのが特長である。地上デジタルチューナーモデルはフラッシュメモリ内蔵の「ハイブリッドHDD」を採用。AMD Turion 64 X2 モバイル・テクノロジは新設の17型ワイド液晶モデルに搭載された。
- /L世代（2008年1月）

メモリを2GBに増量し、AMD Turion 64 X2 モバイル・テクノロジを15.4型ワイド液晶・TVチューナーレスモデル以外の全機種に搭載された。また、17型ワイド液晶モデルにも地上デジタルチューナー内蔵モデルを設定した。
- /M世代（2008年4月）

テレビチューナーなしモデルにもAMD Athlon 64 X2 デュアルコア・プロセッサを採用し、全機種デュアルコアCPUとなる。また、15.4型ワイド液晶・地上デジタルチューナー内蔵モデルを廃止。さらに、ハイブリッドHDDを廃止した。
- /R世代（2008年9月）

初のモデルチェンジ。液晶サイズを大型化し、16型ワイド液晶と19型ワイド液晶に。16型ワイド液晶モデルは背面スタンドをVESA規格に対応した市販のモニタアームに取り替える事ができ、より自由な使い方ができる。また、19型ワイド液晶モデルでは、「VALUESTAR N」初となるintel製CPU Core 2 Duoを採用した。また、全機種、従来からのピュアホワイトに加え、ファインブラックを加えた2色展開となる。
- /S世代（2009年1月）

19型ワイド液晶モデルにメイプルブラウンを加え、3色展開となる。さらに、メモリを4GBに倍増。
- /T世代（2009年4月）

16型液晶モデルを廃止し、替わってブルーレイディスクドライブを搭載した21.5型ワイド・フルHD液晶モデルを設定。同モデルの最上位機種はHDDを1TB搭載し、TVチューナーも従来からの地上デジタルに加え、BSデジタル・110度CSデジタルにも対応の上、ダブルチューナーとなった。19型ワイド液晶モデルのメモリは2GBとなる。カラーはメイプルブラウンに変わり、新しくクランベリーレッドを設定した。
- /V世代（2009年10月）

全機種Windows 7 Home PremiumにOSを変更。19型ワイド液晶モデルのメモリを4GBに増量し、19型ワイド液晶・地上デジタルチューナー内蔵モデルのHDDも1TBに増量した。21.5型ワイド・フルHD液晶モデルは地上デジタルチューナー内蔵モデルのみとなる。
- /W世代（2010年1月）

20型ワイド・WXGA++液晶に変更。DVDスーパーマルチドライブ搭載モデルにはCore i3を、ブルーレイディスクドライブ搭載モデルにはCore i5を搭載。グラフィックスはCPU内蔵グラフィックスにグレードダウンされる。
- 新/A世代（2010年4月）

OSをHome Premium 64ビット版に変更し、地上デジタルチューナーを標準搭載。新たに、Celeron P4500を搭載した下位機種を新たに設定。
- 新/B世代（2010年5月・6月）

まず5月に3D映像に対応した最上位機種を設定。さらに、翌月には既存モデルをモデルチェンジし、Officeは「Home and Business 2010」に更新。さらにCore i5搭載モデルはintel Core i5-450Mを搭載し、性能を向上した。
- 新/C世代（2010年9月）

3D対応モデルおよびCore i5搭載モデルのCPU性能を向上。さらに、TVチューナーも地上デジタルに加え、BSデジタル・110度CSデジタルにも対応した。3D対応モデルのディスプレイはLEDバックライト搭載の「スーパーシャインビューLED液晶」に変更された。ラインナップもCore i3搭載モデルを廃止し、3機種となった。
- 新/D世代（2011年2月）

3D対応モデルおよびCore i5搭載モデルは新世代のCore i5-2410Mを採用し、地上・BS・110度CS対応のTVチューナーはダブルチューナーに強化。Celeron搭載モデルもHDDを1TBに増量。全機種に標準装備されているワイヤレスキーボードはキーピッチを広めたアイソレーションタイプに変更となった。
- 新/E世代（2011年5月）

3D対応モデルおよびCore i5搭載モデルはHDD容量を2TBに増量。Celeron搭載モデルはダブルチューナーとなり2番組同時録画ができるようになった他、HDDの書き込み速度を高速化した。
- 新/F世代（2011年9月）

3D対応モデル・3D非対応最上位モデルのCPUをクアッドコアのCore i7-2670QMに変更するとともに、ディスプレイを「/V世代」以来となる21.5型ワイド・フルHD液晶に大型化し、IPS液晶となる。さらに、メモリ容量を8GBに倍増、BDXL対応Blu-ray Discドライブも搭載し、基本性能を強化。Celeron搭載モデルもCPUをCeleron B800に更新された。さらに、「新/C世代」で一旦廃止となっていたCore i3搭載モデルを再設定。以前のモデルと比べ、CPUに第2世代のCore i3-2330M、ディスプレイにIPS液晶を採用するなど基本性能が強化されている。
- 新/G世代（2012年2月）

21.5型ワイド液晶モデルは録画関係機能を強化し、フルハイビジョン画質のままで16倍の長時間録画を可能にしたほか、録画した番組を携帯電話などへ転送できる「外でもVIDEO」機能を追加。ワイヤレスLANは電波干渉に強い5GHz帯のIEEE802.11a準拠に対応した。また、Core i3搭載モデルはCPUをCore i3-2350Mに強化し、HDDを2TBに倍増。Celeron搭載の20型ワイド液晶モデルについてもCPU性能の強化とHDD容量の倍増を行った。
- 新/H世代（2012年5月）

マザーボードをIntel HM76 Expressチップセットに更新し、ワイヤレスキーボード・マウスの変更、Webカメラの720p対応、HDMI入力端子の搭載など細かな変更が行われた。また、Core i3搭載モデルはCPUをCore i3-2370Mに更新している。なお、3D対応モデルは廃止とした。
- 新/J世代（2012年10月）

OSをWindows 8 64bitに変更するとともに、デザインを変更。液晶下部に配しているスピーカーやスタンドの形状を改良し、光学ドライブをスロットイン式に変更。CPU性能も強化された。Core i7搭載モデルはHDD容量を3TBに増量し、視聴専用のデジタルチューナーを追加したことで2番組同時録画中に別の番組を視聴したり、電源オフの状態から2秒ですぐにTVが観られる「パッと観テレビ」に対応。リモコンは背面にタッチパッドを搭載したことでタッチ操作ができる「タッチパッドリモコン」となった。
- 新/L世代（2013年2月）

全機種Officeを「Office 2013（Core i5搭載モデル・Core i7搭載モデルはHome and Business 2013、Celeron搭載モデルはPersonal 2013）」に刷新。Celeron搭載モデルはCPUをCeleron 1000Mに強化した。なお、Core i7搭載モデルはHDD容量が2TBに減らされた。
- 新/M世代（2013年5月）

Core i7搭載モデルは「パッと観テレビ」が非対応になったが、HDD容量が3TBに再び増量され、メモリは容量はそのままで8GB×1に変更し、将来の増設に対応した。中位モデルはCPUがCore i5からCore i3にスペックダウンされたが、HDD容量は2TBに倍増。Celeron搭載モデルはソフトウェアを刷新したマイナーチェンジ程度である。なお、Celeron搭載モデルには新たにTVチューナーレスモデル（カラーはファインホワイトのみ、OfficeはPersonal 2013）が追加された。
- 新/N世代（2013年10月）

既存のラインナップを3機種に絞り、OSをWindows 8.1に変更。Celeron搭載モデルはTVチューナーレスモデル・TVチューナー内蔵モデル共にCeleron 1005Mに更新した程度。Core i3搭載モデルはCPUをCore i5-3230Mに変更して性能を強化した。そして、Core i7搭載モデルは2013年夏モデルまで販売されていた「VALUESTAR W」を統合し、ディスプレイサイズを23型ワイドに大型化。さらに、スタンド機構を新設計にしたことで垂直立ちや左右スイーベルが可能となり、ワイヤレスキーボードを収納するスペースも確保された。TV機能も強化し、「パッと観テレビ」機能を備えるとともに、録画対応デジタルチューナーが「VALUESTAR W」のトリプルチューナーから4チューナーとなり、4番組同時視聴・同時録画ができるようになった。なお、マルチチューナーを搭載した機種は通常、B-CASカードを複数枚挿入する必要があるが、本機種ではB-CASカードは1枚で挿入でき、有料放送の有無を気にすることなく利用することができる。併せて、「YAMAHAスピーカーシステム」を改良し、フルレンジユニットにウーファーユニットを組み込んだ2Way仕様となり、さらに、フルレンジユニットにはPC用で初となる磁性流体ドライバーを用いたことで歪みや振動を抑え、よりクリアな音質を楽しめるようになった。併せて、CPUをintel Core i7-4700MQプロセッサーに変更した。
- 新/R世代（2014年1月）

21.5型ワイド液晶モデルが後述の「VALUESTAR S」として独立シリーズ化したため、23型ワイド液晶搭載の上位モデルの位置づけとなる。全モデルにIEEE802.11ac対応ワイヤレスLANを搭載するとともに、上位モデルはディスプレイをタッチパネル式に変更する代わりに、HDD容量を3TBに減らした。また、カラーはファインブラックのみの設定となった。
- 新/S世代（2014年4月）

ヤマハが開発した「AudioEngine」を導入し、SDXC対応SDメモリーカードスロットはUHS-IIに対応。併せて、OSはWindows 8.1 Update、OfficeはOffice Home and Business 2013 SP1となった。また、カラーはレッド、ホワイト、ブラックの三色に戻された。
- 新/T世代（2014年10月）

CPUをCore i7-4710MQに変更してスペックアップし、OfficeはOffice Home and Business Premium + Office 365サービスに変更。外出先から録画番組を視聴できるリモート視聴に対応した。

### VALUESTAR Pro
Windows XP Professionalを搭載したビジネス向けモデル。いずれの機種も、光学ドライブはCD-RWドライブである。
- (第3次)/2世代（2002年1月）

CPUにPentium 4を搭載。筐体はVALUESTAR Cと共通。15型液晶セットモデル、17型液晶セットモデルのほか、買い替え需要に対応する本体のみのモデルもラインナップされていた。
- (第3次)/3世代（2002年5月）

CPUをAMD Duronに変更。筐体はVALUESTAR Lと共通のものに変更。15型液晶セットモデルのみとなる。

### VALUESTAR SR/R
このタイプは型名や型番がVRから始まるが、発売されていた時期によりタイプ名やデザインが異なる。
- /B世代（SR・2005年1月）

当初は一体型の「VALUESTAR SR」として登場。アナログTVチューナーを内蔵しており、下位機種は17型液晶、中・上位機種は19型液晶を搭載していた。CPUは上位機種はHTテクノロジー intel Pentium 4を、中・下位機種はintel Celeron Dを搭載。
- /C世代（SR・2005年4月）

基本性能を向上。
- /D世代（SR・2005年9月）

最下位機種を除き、TVチューナーがダブルチューナーとなり、2番組同時録画が可能となる。
- /E世代（SR・2005年12月）

OSをWindows XP Media Center Edition 2005に変更。Pentium 4搭載モデルが無くなり、CPUがCeleron Dに統一。
- /F世代（R・2006年4月）

デザインを一新し「VALUESTAR R」に改称。ディスプレイが17型液晶に揃えられ、新たに小物置きに最適な「ガシェットスペース」を新設。上位機種は再びHTテクノロジー intel Pentium 4となる。なお、このモデルを最後により大きな液晶を搭載する「VALUESTAR W」に統合され、ラインナップから一旦無くなる。
- /M世代（R Luiモデル・2008年4月）

「VALUESTAR L」をベースにした分離型スリムタワーモデルとなり「VALUESTAR R Luiモデル」として復活。TVチューナーは省かれるが、PCリモーターサーバーボード搭載により、外出先から別売りのPCリモーターを利用して遠隔操作が可能。PCリモーターにはHDDが無いため、万が一PCリモーターを紛失してもデータが盗まれたり、洩れたりすることがない（PCリモーターを使用するにはUPnP対応のルーターが必要。また、外出先でPCリモーターを使うにはプロバイダ契約が必要で、ブロードバンド回線が必須となる）。ラインナップはCore 2 Duo+DVDスーパーマルチドライブ搭載モデルとCore 2 Quad+ブルーレイディスクドライブ搭載モデルの2機種。ディスプレイは狭額縁タイプの19型ワイド液晶となる。
- /R世代（R Luiモデル・2008年9月・11月）

先行で「VALUESTAR M」をベースにしたマイクロタワータイプを追加。CPUはCore 2 DuoとCore 2 Quadの2種類が用意されるが、光学ドライブはDVDスーパーマルチドライブのみである。11月にはスリムタワータイプをモデルチェンジ。CPU性能向上などの小規模なものに留まる。
- /S世代（R Luiモデル・2009年1月）

マイクロタワータイプは本体のみとなり、Core 2 Quad搭載モデルはOSをWindows Vista Ultimateに変更し、メモリを4GBに、HDDはRAID5構成対応の2TB（500GB×4、実利用容量1.5GB）に増量。スリムタワータイプはWindows Vista Home PremiumとCore 2 Quadを搭載し、22型ワイド液晶を採用した中位機種を設定。上位機種はOSをWindows Vista Ultimateに変更し、メモリを4GB、HDDを1TBに増量、ディスプレイを22型ワイド液晶に大型化した。
- /T世代（R Luiモデル・2009年4月）

マイクロタワータイプはCore 2 Duo搭載モデルのメモリも4GBに増量。HDDもRAID10構成対応の4TB（1TB×4、実利用容量2TB）に増量し安心感を向上させた。スリムタワータイプもCore 2 Duo搭載モデルのメモリ容量を4GBに増量。ディスプレイも23型ワイド・フルHD液晶に大型化・高解像度化された。
- /V世代（R Luiモデル・2009年10月）

この代でスリムタワータイプのみとなる。Core 2 Duo搭載モデルのHDDを1TBに倍増。Core 2 QuadモデルはOSをWindows 7 Professionalに変更。なお、「/W世代」発表後もCore 2 Duoモデルのみ継続販売された。

### VALUESTAR S
「VALUESTAR FS」の後継シリーズとして登場したスタイリッシュな一体型モデル。ワイヤレスキーボードは本体に収納でき、連動して電源のON/OFFやあらかじめ設定したソフトの起動などができる。
- (第3次)/9世代（2004年5月）

Windowsを起動しなくてもTVが見られるインスタント機能を搭載。CPUはCeleron Mを搭載しており、15型液晶と17型ワイド液晶の2タイプを用意していた。
- /A世代（2004年9月）

ディスプレイが17型ワイド液晶に統一。新たにPentium M搭載モデルを設定。
- /B世代（2005年1月）

ラインナップがCeleron M搭載モデルのみとなる。なお、「/C世代」発表後も継続販売された後、一度シリーズ名が途絶える。
- /G世代（2006年8月）

約1年7ヶ月ぶりにシリーズ名が復活。画面が左右・上下に動かして見やすい位置に調整できる「スイング機能」を搭載。ディスプレイは17型・20型ワイドに大型化され、左右にスピーカーも設けられた。また、TVチューナーを搭載しないエントリーモデルを設定。アナログTVチューナー搭載モデルにはOSにWindows XP Media Center Edition 2005を搭載。
- /H世代（2007年1月）

OSをWindows Vistaに変更。新たに、電源投入後2秒で地デジが見られる「ぱっと見テレビ」機能を備えた地上デジタルチューナー内蔵モデルを設定。また、最上位モデルではintel Core 2 Duoプロセッサーとブルーレイディスクドライブを搭載した。
- /J世代（2007年4月）

ラインナップが整理され、TVチューナー搭載モデルは地上デジタル放送に対応した。また、Core 2 Duo+ブルーレイディスクドライブモデルが無くなる。なお、「/K世代」発表後も17型・TVチューナー搭載モデルのみ継続販売された後、再度シリーズ名が途絶える。
- 新/R世代（2014年1月）

「VALUESTAR N」の21.5型液晶モデルが独立した新シリーズとして、約6年9ヶ月ぶりに再復活。薄さを強調するエッジ処理や極細リムを施すことで、「VALUESTAR N」の同サイズと比べて本体厚・奥行共に小さくなり、設置性を向上。CPUも変更となり、Core i5搭載モデルは第4世代のCore i5-4200Uに、Celeron搭載モデルはTVチューナーの有無を問わず、Celeron 2955Uとなった。ボディカラーは「VALUESTAR N」同様3色が用意されるが、Core i5搭載モデルはファインブラックのみの設定となった（Celeron搭載・TVチューナーレスモデルは「VALUESTAR N」同様、ファインホワイトのみの設定）。OSはWindows 8.1。
- 新/S世代（2014年4月）

CPU性能を強化し、Core i5搭載モデルはCore i5-4210Uに、Celeron搭載モデル（TVチューナーの有無を問わず）はCeleron 2957Uにそれぞれ変更となり、Core i5搭載モデルはワイヤレスLANがIEEE802.11acに対応した。併せて、OSはWindows 8.1 Update、OfficeはOffice 2013 SP1となった。
- 新/T世代（2014年10月）

基本スペックは「新/S世代」を踏襲するが、OfficeをOffice Premium + Office 365サービスに変更した。

### VALUESTAR T
TVチューナーを内蔵した分離型スリムタワーモデル。
- (第2次)/3世代（2000年5月・8月）

当初はPentium IIIを搭載し、ディスプレイは15型液晶を採用。受注生産品であったが、2000年8月に本格販売を開始し、5.1チャンネル対応サウランドスピーカーシステム搭載の上位モデルを加えた2機種を設定した。
- (第2次)/5世代（2000年10月）

基本性能を向上。
- (第2次)/6世代（2001年1月・2月）

ラインナップを拡大し、ディスプレイなし・17型フラットCRT・15型液晶・15.3型ワイド液晶の4機種を用意した。また、翌月には追加モデルとして、15.3型ワイド液晶と5.1チャンネル対応サウランドスピーカーシステムを採用したBSデジタル放送対応モデルを追加した。
- (第3次)/0世代（2001年5月）

ディスプレイなしと15型液晶モデルを廃止し、替わって17.5型ワイド液晶搭載モデルを3機種設定した。また、15.3型ワイド液晶モデルと17.5型液晶モデルにはより廉価なCeleronモデルを設定した。
- (第3次)/1世代（2001年10月）

一部機種を除き本体デザインを一新し、Pentium 4を搭載。ディスプレイなしモデルと17.5型ワイド液晶モデルにはDVD-R/RWドライブを搭載。液晶モデルは高音質スピーカー一体型となる。
- (第3次)/2世代（2002年1月）

全機種にインターネット電話用のヘッドフォンマイクを同梱し、17型ワイド液晶/17.5型ワイド液晶モデルにはさらにUSBカメラを同梱。ラインナップが整理され、17型CRTモデルを廃止した。
- (第3次）/3世代（2002年5月・7月）

全機種CPUをPentium 4に統一し、15型液晶モデルはDVD-R/RWドライブ、17.5型ワイド液晶モデルはDVDマルチドライブとなる。また、上位機種（BS・110度CSデジタル対応モデル除く）はディスプレイにもアナログTVチューナーを内蔵した。最上位モデルは従来からのBSデジタル放送に加え、新たに110度CSデジタル放送にも対応した。
- (第3次)/4世代（2002年10月）

本体は同世代の「VALUESTAR C」と同様に丸みのあるラウンドシェイプのデザインに。ラインナップが整理され、15型液晶モデルと「SoundVu」を搭載した17型ワイド液晶の2機種となる。
- (第3次)/5世代（2003年1月）

17型ワイド液晶モデルにHDDを250GBに増量した機種を設定した。
- (第3次)/6世代（2003年5月）

本体デザインを一新。中位・上位機種にアナログTVチューナー内蔵の17.5型ワイド液晶を採用。上位機種には業界に先駆けてDVD+R/+RWも使用できるDVDマルチプラスドライブ（現在のDVDスーパーマルチドライブ）を初搭載。さらに「(第3次)/3世代」以来となるBS・110度CSデジタルチューナーも搭載した。
- (第3次)/7世代（2003年9月）

ディスプレイを一新。「SoundVu」にサブウーファーを追加しより高音質になったアナログTVチューナー内蔵17型ワイド液晶となった。
- (第3次)/8世代（2004年1月）

上位機種はアナログTVチューナー内蔵23型ワイド液晶、下位機種は17型ワイド液晶となり、ディスプレイで選べる3機種となる。いずれのディスプレイでも「SoundVu」、サブウーファーを搭載する。
- (第3次)/9世代（2004年5月）

ワイド液晶が廃止され、上位機種が19型液晶となる。

### VALUESTAR TZ
AMD社製CPUを搭載した水冷システム搭載のミニタワーモデル。
- (第3次)/9世代（2004年5月）

当初は「VALUESTAR TX」の後継モデルとして登場。CPUはAthlon 64を搭載する。ラインナップは17型液晶+アナログTVチューナーモデル、17型液晶+地上・BS・110度CSデジタル対応モデル、23型ワイド液晶+地上・BS・110度CSデジタル対応モデルの3機種を設定した。
- /A世代（2004年9月）

「VALUESTAR TX」の再設定により、ベーシック水冷モデルの位置づけとなる。また、アナログTVチューナーを搭載する廉価機種1機種のみとなる。
- /B世代（2005年1月）

基本性能を向上する。

### VALUESTAR U
AMD社製CPUを搭載したマイクロタワーモデル。「(第3次)/7世代」ではエンターテイメントを楽しむ高性能スリムタワーとして一度だけ復活していた。
- (第2次)/1世代（1999年10月）

当初はAMD K6-2プロセッサを搭載。15型CRT+CD-ROMドライブ、17型CRT+CD-ROMドライブ、17型CRT+CD-RWドライブの3タイプが用意されていた。
- (第2次)/2世代（2000年1月）

従来からのK6-2プロセッサ搭載モデルに加え、Athlon搭載モデルを追加、さらにK6-2プロセッサ搭載モデルにOffice 2000搭載モデルを加え、バリエーションを増やした。
- (第2次)/3世代（2000年4月）

基本性能を向上。
- (第2次)/4世代（2000年7月）

Athlon搭載の上位モデルには新たにDVD-RAMドライブを搭載。
- (第2次)/5世代（2000年9月）

AMD K6-2プロセッサ搭載モデルが無くなり、中・下位機種にはCD-RW with DVD-ROMドライブを搭載。このモデルを最後にシリーズ名が一旦途絶える。
- (第3次)/7世代（2003年10月）

約3年の時を経て、シリーズ名が復活。OSはWindows XP Media Center Edition 2004となり、CPUもHTテクノロジ Intel Pentium 4に進化、アナログTVチューナーも搭載された。なお、「(第3次)/8世代」でも継続発売された後、わずかワンシーズンでシリーズ名が消滅した。

### VALUESTAR W
大画面液晶搭載の高機能一体型PC。
- /C世代（2005年4月）

ダブルアナログチューナーを内蔵、パネルスピーカー「AUTHENSOUNDWIDE（オーセンサウンドワイド）」を搭載し音質にも優れている。Celeron D搭載モデルは20型ワイド液晶、Pentium 4搭載モデルは26型ワイド・ノングレア（非光沢）液晶を搭載した。ワイヤレスキーボードは本体下に格納でき（スライドインキーボード）、キーボードの出し入れに応じて電源ON/OFFの設定も可能である。
- /D世代（2005年9月）

基本性能を向上。
- /E世代（2005年12月）

デザインを一新。新たに取り外しもできる小物置きスペース「ガシェットスペース」を配備。また、従来よりも大型化された32型ワイド・ノングレアIPS液晶を設定し、同ディスプレイを搭載した最上位機種はPentium Dを搭載（Viiv対応）、Celeron D搭載機種はOfficeなしとした。また、ホワイト基調の20型ワイド液晶モデルも新たにPentium 4搭載モデルを設定した。さらに、OSは全機種Windows XP Media Center Edition 2005に変更。最廉価モデルを除き、地上・BS・110度CSデジタルチューナーを内蔵し、電源投入後約2秒でテレビが視聴できる「ぱっと観テレビ」機能を搭載した。
- /F世代（2006年4月）

基本性能を向上。
- /G世代（2006年8月）

従来の「VALUESTAR R」から編入した17型液晶モデルを設定。17型液晶モデルも地上デジタルチューナーを搭載した。また、20型ワイド液晶モデルは全機種がIPS液晶となり、地上・BS・110度CSデジタルチューナーを搭載。同モデルの中位機種はPentium Dも搭載し、Viivに対応。同モデルの上位機種はブルーレイディスクドライブも搭載された。32型ワイド液晶モデルも同様に、Pentium D搭載の最上位機種にもブルーレイディスクドライブを搭載した。なお、CPUは全機種Pentium系に揃えられた。
- /H世代（2007年1月）

ラインナップを再編し、地上デジタルチューナー内蔵の20型ワイド液晶と地上・BS・110度CSデジタルチューナー内蔵の32型ワイド・IPS液晶の2機種に。CPUはCore 2 Duoに変更し、Viivに対応。ブルーレイディスクドライブを標準搭載した。なお、一部機種は「/J世代」発表後も継続販売された。
- /K世代（2007年9月）

デザインを一新。日立製作所と共同開発した水冷システムを一体型PCで初採用。HDDを遮音材や吸音材で包み込んで駆動音の漏れを防止し、遮音材によって熱がこもったHDDを水冷システムが効率よく冷却するため、25dbの静音性能を実現。また、ディスプレイは19型ワイド液晶と22型ワイド液晶の2タイプとなり、19型ワイド液晶モデルはCPUでCeleron搭載のTVチューナーレスモデルとPentium Dual-Core搭載のTVチューナー内蔵モデルの2種類を、22型ワイド液晶モデルはCPUにCore 2 Duoを採用。DVDスーパーマルチドライブ搭載モデルとHD DVD-ROM再生機能を備えるブルーレイディスクドライブ搭載モデルの2種類を用意した。TVチューナー搭載モデルは地上デジタルチューナーのみの搭載となる。
- /L世代（2008年1月）

19型ワイド液晶モデルのCPUもCore 2 Duoを搭載し、性能を向上。
- /M世代（2008年4月）

19型ワイド液晶モデルのCPUが再びPentium Dual-Coreに変更。TVチューナーレスモデルの設定が無くなり、最上位機種に搭載するブルーレイディスクドライブからHD DVD-ROM再生機能が省かれる。
- /R世代（2008年9月）

19型ワイド液晶モデルのCPUが再びCore 2 Duoとなる。また、全機種地上・BS・110度CSデジタルチューナーを2基搭載した。
- /S世代（2009年1月）

ブラックを基調としたデザインとなり、ディスプレイが22型ワイド液晶のみとなる。また、ブルーレイディスクドライブが標準装備され、メモリは4GB、HDDは1TBに増量。上位機種はCore 2 Quadを搭載した。
- /T世代（2009年4月）

Core 2 Quad搭載の1機種のみとなる。
- /V世代（2009年10月）

水冷システムを廃止し、液晶テレビのようなスリムなデザインに一新。OSをWindows 7に変更し、CPUをCore 2 Duoに統一。また、ディスプレイを21.5型ワイド液晶と23型ワイド液晶に大型化され、いずれもフルHD仕様に。21.5型ワイド液晶はタッチ操作にも対応した。21.5型ワイド液晶モデルは地上デジタルチューナーを、23型ワイド液晶は地上・BS・110度CSデジタルチューナー2基を内蔵する。
- /W世代（2010年1月）

従来からのファインブラックに加え、パールホワイトとクランベリーレッドが加わり、カラーが選べるようになる（中位機種は3色から選べるが、下位機種はファインブラックとクランベリーレッドの2色展開、上位機種はファインブラックのみとなる）。また、CPUも下位機種はCore i3、中・上位機種はCore i5を搭載し高い性能を持つようになる。最上位機種には高速転送が可能なUSB 3.0ポートを2つ搭載した。なお、「新/A世代」発表後も本機種は継続販売された。
- 新/B世代（2010年6月）

Officeを「Office Home and Business 2010」に更新すると共に、最上位モデルは独立GPU「NVIDIA GeForce GT 330M」を搭載し、グラフィック性能を向上した。
- 新/C世代（2010年9月）

最上位モデルが3D対応となり、HDDを1.5TBに増量した。また、CPUをノートブック向けのintel Core i5-460Mに統一された。また、Core i3モデルを廃止すると共に、Core i5搭載モデルはパールホワイトに替わり、ハニーブラウンを新たに設定した。
- 新/D世代（2011年2月）

CPUに新世代のCore iファミリーを採用し、3D対応モデルにはCore i7-2620Mを、下位モデルにはCore i5-2410Mをそれぞれ搭載。メモリは全機種8GBに、HDDも3D対応モデルで2TB、下位モデルで1.5TBにそれぞれ増量し、さらに3D対応モデルは独立GPUの性能も向上（GT 330M→GT 425M）され基本性能を強化。ディスプレイもLEDバックライトを採用した「スーパーシャインビューLED IPS液晶」となった。下位モデルのボディカラーは一旦廃止となっていたホワイト系（ファインホワイト）が復活し4色展開となり、全機種に標準搭載のワイヤレスキーボードは「VALUESTAR N」と同じようにアイソレーションタイプとなった。
- 新/E世代（2011年5月）

全機種でCPUをクアッドコアのCore i7-2630QMに変更し、Blu-ray Discドライブは大容量規格のBDXLに対応。さらに、下位モデルのメモリを4GBに減らす代わりにHDD容量を2TBに増量した。
- 新/F世代（2011年9月）

全機種でCPUをCore i7-2670QMに強化されたほか、下位モデルではメモリ容量を再び8GBに倍増した。なお、3D対応モデルはNVIDIA GeForceからCPU内蔵グラフィックス（intel HD Graphics 3000）にスペックダウンされている。
- 新/G世代（2012年2月）

「VALUESTAR N」の21.5型ワイド液晶モデルと同様に、録画関係機能を強化し、フルハイビジョン画質のままで16倍の長時間録画を可能にしたほか、録画した番組を携帯電話などへ転送できる「外でもVIDEO」機能を追加。ワイヤレスLANは電波干渉に強い5GHz帯のIEEE802.11a準拠に対応した。
- 新/H世代（2012年5月）

液晶ディスプレイにスピーカーバーが合体した「フラット&ブロック」デザインを採用。USBやSDカードスロットを前面に配置するとともに、キーボードの収納エリアを設けたことで使い勝手を高めた。また、以前のモデルで採用されていた「パッと観テレビ」を復活。PC部から独立した地上・BS・110度CSデジタルチューナーを新たに搭載したことで、リモコンや本体のテレビボタンを押すと約2秒ですぐにテレビが視聴できる。基本性能も強化されており、HDDは3TBに増量。また、Core i5搭載モデルも再設定された。なお、デザインの刷新に伴ってハニーブラウンが廃止され、3色展開（3D対応モデルはファインブラックのみ）となった。
- 新/J世代（2012年10月）

OSをWindows 8 64bitに変更するとともに、CPUを第3世代のCore i7-3630QMに性能を強化。付属のリモコンは背面にタッチ操作ができるタッチパッドを搭載した「タッチパッドリモコン」となった。なお、これまで設定されていたCore i5搭載モデルは廃止された。
- 新/L世代（2013年2月）

基本スペックは「新/J世代」から据え置かれたが、Officeを「Office Home and Business 2013」に刷新された。なお、「新/M世代」発表後も継続販売となったが、3D対応の上位モデルは「新/M世代」発表時に廃止となった。

### VALUESTAR TX/X
静音・ハイパワーなミニタワーPC。「VALUESTAR TX」では発売当初、ホームネットワークを構築するためのサーバーとしても使用できるホームサーバPCであった。なお、「VALUESTAR TX」および「VALUESTAR X」の型番や型名は共にVXから始まる。
- (第3次)/4世代（TX・2002年10月）

ワイヤレスLANを内蔵。リモートTV機能により、別のPCからワイヤレスで録画予約ができたり、テレビチューナーを内蔵していないPCでも有線LAN経由で視聴することができる。ラインナップは3機種あり、全機種CPUにPentium 4を搭載し、アナログテレビチューナーを内蔵しているが、最上位機種ではBS・110度CSデジタルチューナーも内蔵する。ディスプレイは15型液晶か17.5型ワイド液晶を用意する。なお、「第3次/5世代」発表後は継続販売されなかった。
- (第3次)/6世代（TX・2003年5月）

CPUをHTテクノロジ intel Pentium 4に進化すると共に、当時としては世界初の水冷システムとDVDプラスマルチドライブ（現在のDVDスーパーマルチドライブ）を搭載。17型SXGA+液晶セットモデルのほかに、本体のみの下位機種を設定。
- (第3次)/7世代（TX・2003年9月）

基本性能を向上。
- (第3次)/8世代（TX・2004年1月）

新たに、17型液晶とアナログTVチューナーを搭載し、ワイヤレスLANを省いたWindows XP Home Editionモデルを設定。XP Professionalモデルはディスプレイを23型ワイド液晶に大型化し、新たに地上デジタルチューナーも搭載。これにより、地上・BS・110度CSデジタル対応になった。なお、「第3次/9世代」発表後は継続販売されなかった。
- /A世代（TX・2004年9月）

本体はブラックボディに起動中は青いランプが灯る新デザインに一新され、水冷システムにSPSファンとエアフローファンを組み合わせた「ハイブリッドクーリングシステム」に進化し、下位機種のディスプレイを19型に大型化となったことで、ホームサーバPCから静音PCへと変化した。また、これまで登場したTXシリーズではMicrosoft Officeがインストールされていなかったが、この世代から標準でインストールされるようになった。
- /B世代（TX・2005年1月）

下位機種のディスプレイが再び17型に戻される。
- /C世代（TX・2005年4月）

下位機種のディスプレイのデザインを一新。
- /D世代（X・2005年9月）

この代からシリーズ名を「VALUESTAR X」に改称し、本体デザインもシルバーを基調としたものに変更。水冷システムも第三世代に進化。空気の入口を水冷ユニット、筒体にそれぞれ設けることで冷却効率を向上した。CPUはPentium Dに変更すると共に、HDDを3基装備し、RAID 5機能を搭載したことで、万が一1台のHDDが故障しても、残りのHDDにもデータが記録されているため、安全性も向上された（なお、HDDが故障した場合には速やかにバックアップを行い、修理を行う必要がある）。上位機種のディスプレイは20型ワイドに変更。
- /E世代（X・2005年12月）

ラインナップが1機種となる。
- /F世代（X・2006年4月）

基本性能を向上。
- /G世代（X・2006年8月）

HDDがRAID 0構成のダブルHDDに変更され、容量も少なくなった（600GB→500GB）。